# Christian Millau
Pour la commune, voir Millau.
Christian Dubois-Millot dit Christian Millau, né le 30 décembre 1928 à Paris et mort le 5 août 2017 à Saint-Mandé, est un journaliste, grand reporter, écrivain et critique gastronomique français.
Avec Henri Gault, il est le fondateur du guide gastronomique Gault et Millau, qui a lancé la nouvelle cuisine.
Il prend sa retraite gastronomique en 1992 et se consacre à l'écriture. Il publie en particulier son Journal impoli et Au galop des Hussards, témoignage de l'aventure littéraire du mouvement des Hussards. 

## Biographie

### Jeunesse
Christian Millau naît le 30 décembre 1928 mais ses parents le déclarent le 1er janvier 1929 : sa date officielle de naissance est donc postérieure de deux jours à celle réelle. Élève du lycée Janson-de-Sailly à Paris, il obtient ensuite un diplôme d'études supérieures en droit.

### Journaliste
Il entre en 1949 au service de « Politique intérieure » du journal Le Monde et en 1951, il rejoint la revue Opéra, que dirige Roger Nimier.
Pendant vingt ans, il collabore au Monde, à L'Express et au Point. 
Durant vingt-six ans, il est l'animateur d'une émission de radio sur Europe 1.

### Critique gastronomique
En 1969, il crée le guide Gault et Millau avec son ami Henri Gault, avec qui il écrit depuis onze ans des critiques gastronomiques dans Paris-Presse. Lancé d'abord sous la forme d'un magazine gastronomique mensuel nommé GaultMillau, il prend celle d'un guide en 1972, qui critique et répertorie les bonnes tables. Il acquiert une renommée mondiale. Le guide se fait une spécialité de « découvreur de talents », là où il juge conservatrice l'attribution des étoiles par le Guide Michelin, « avec des retards de 10, 12, voire 15 ans (Bernard Loiseau, Guy Savoy, Michel Guérard, Michel Trama, Alain Senderens, etc.) ». Marc Esquerré, rédacteur en chef du Gault & Millau, analyse son apport ainsi :

« Ce que Millau a révolutionné avec Gault, c’est réellement l’écriture et la chronique, plus que la critique. Gault et Millau — Millau était réellement la plume — ont apporté l’aspect humain de ce métier, et en servant d’intermédiaire entre les clients et les restaurateurs, ils ont fait beaucoup pour rapprocher ces deux mondes. »

### Écrivain et témoin desHussards
À partir de 1992, Christian Millau se consacre à l'écriture. Il publie Au galop des hussards : dans le tourbillon littéraire des années 50 en 1999, récit de ses années avec les Hussards, notamment à Opéra, que dirige Roger Nimier. Ce dernier le recrute ainsi : « On m'a dit que vous sortiez d'un couvent interlope (NDLR : le journal Le Monde) et que vous aviez un goût pour les comtesses allemandes. Vous me paraissez donc avoir une bonne mentalité. Quand voulez-vous commencer ? ». Le livre obtient le Grand Prix de la biographie de l'Académie française et le prix Joseph-Kessel. En 2011, il reçoit le prix du Livre incorrect pour Journal impoli.
Il crée en 2013 le Prix des Hussards, couronnant un roman « élégant, incisif et allergique à la pensée béton pour tous », remis pour la première fois en mars 2014. On compte, parmi le jury, l'ancien rédacteur en chef de L'Humanité, Claude Cabanes (remplacé après son décès par Jérôme Leroy), le critique littéraire de Valeurs actuelles, Bruno de Cessole, l'ancien avocat général Philippe Bilger, Jean des Cars, François Cérésa, Éric Naulleau, Yves Thréard et Jean Tulard.

### Mort
Il meurt le 5 août 2017, à l'age de 88 ans.

## Prise de position
En 2012, il fait partie des parrains du projet Notre antenne, qui donnera naissance en 2014 à TV Libertés.
En octobre 2013, il déclare : « Je suis de sensibilité de droite mais je n'aime pas les responsables de droite. Une seule fois, j'ai voté à gauche, pour Mendès-France. Mais jamais je ne voterai pour Marine Le Pen. »

## Décoration
- Chevalier de la Légion d'honneur
- Commandeur de l'ordre des Arts et des Lettres (décoré par Marc Lambron)[14].

## Œuvres
- (avec Marianne Rufenacht) La Belle Époque à table, Gault-Millaut, 1981, 141 p.
- Au galop des hussards. Dans le tourbillon littéraire des années 50, Paris, Édition de Fallois, 1999, 381 p. (ISBN 978-2-87706-346-3).
- Paris m'a dit. Années 50, fin d'une époque, Paris, Fallois, 2000, 442 p. (ISBN 978-2-87706-388-3).
- Une campagne au soleil, Paris, Fallois, 2002, 300 p. (ISBN 978-2-87706-431-6).
- Commissaire Corcoran, Paris, Plon, 2005, 224 p. (ISBN 978-2-259-20063-9).
- Bons baisers du Goulag. Secrets de famille, Paris, Plon, 2004, 257 p. (ISBN 978-2-259-19976-6).
- Dieu est-il gascon, Monaco, Rocher, coll. « Le roman des lieux magiques », 2006, 269 p. (ISBN 978-2-268-05775-0).
- Dictionnaire amoureux de la gastronomie, Plon, 2010, 527 p. (lire en ligne).
- Le Passant de Vienne. Un certain Adolf, Monaco, Rocher, 2010, 303 p. (ISBN 978-2-268-06927-2).
- Journal impoli. Un siècle au galop, 2011-1928, Monaco, Rocher, 2011, 717 p. (ISBN 978-2-268-07052-0).
- Journal d'un mauvais Français. 1er septembre 2011-1er avril 2012, Monaco, Éditions du Rocher, 2012, 361 p. (ISBN 978-2-268-07403-0).
- Dictionnaire d'un peu tout et n'importe quoi  (ill. Jean-Jacques Grandville), Monaco, Rocher, 2013, 402 p. (ISBN 978-2-268-07507-5).